# コーリー・ストリンガー
コーリー・ストリンガー（Korey Stringer 1974年5月8日-2001年8月1日）はオハイオ州ウォレン出身のアメリカンフットボール選手。NFLのミネソタ・バイキングスに在籍中、トレーニングキャンプ中の2001年8月1日に熱中症で倒れ亡くなった。

## 生前
オハイオ州立大学時代にはオーランド・ペースらとのオフェンスラインでエディ・ジョージ、ロバート・スミスのラン攻撃を支えオール・ビッグ・テン・カンファレンスに選出されたこともあった。1995年のNFLドラフト1巡目でミネソタ・バイキングスに指名されて入団し2試合目から右タックルのポジションを獲得した。現役最後となった2000年シーズンにはプロボウルに選出されている。
バイキングスではレギュラーシーズン93試合に出場（うち先発90試合）とプレーオフ9試合（全て先発出場）に出場している。

## 熱中症による死とその後
2001年8月1日、ミネソタ州南部のマンケート州立大学で行われていたトレーニングキャンプ中、脱水症状を起こした彼は救急車で運ばれたがその時体温は42.2度もありそのまま亡くなった。
2001年シーズン中、チームは彼の死を悼んで77番を永久欠番とした。彼の妻はNFLや防具メーカーのリデル(en:Riddell)などに対して訴訟を起こしたが2009年1月にNFLとは和解に達し、NFLは彼の妻の立ち上げる熱中症防止プログラムに協力することとなった。
彼の死はNFLの熱中症防止対策を大きく変えるきっかけとなった。練習ユニフォームは淡い色のものとなり、水分の補給や日影についても配慮がされるようになった。またチームドクターが常時待機するようになっている。
2001年11月、バイキングスのリング・オブ・オナーに選ばれた。

## 人柄
ユーモラスでヘッドコーチのデニス・グリーンの物まねなどをチーム内で行っていた。